# 克利珀加普 (加利福尼亞州)
克利珀加普（英語：Clipper Gap）是位於美國加利福尼亞州普萊瑟縣的一個非建制地區。該地的面積和人口皆未知。

## 地理
克利珀加普的座標為39°58′10″N 121°01′03″W / 39.96944°N 121.01750°W，而該地的平均海拔高度為511米（即1676英尺）。